# Kolbäcksån
Il Kolbäcksån è un fiume situato nel Bergslagen nel mezzo della Svezia. Lungo all'incirca 180 chilometri, ha la sua fonte nella provincia di Dalarna, attraversa la città Fagersta di e tutta la provincia di Västmanland per poi sfociare nel Mälaren. Il Canale di Strömsholm segue il percorso del fiume a circa 100 chilometri.